# Catharina Brücker
Catharina Lea Brücker (Rotterdam, 19 december 1917 - Murcia, 28 oktober 2001) was een Nederlandse verpleegster van Joodse afkomst. Dankzij haar danskunst overleefden zij en haar zoontje het getto van Theresienstadt.

## Jeugd
Catharina Brücker was het oudste kind van de Roemeense kleermaker Mozes Brücker (1892-1944) en de Nederlandse Rossetta Eijl (1896-1944). Haar vader maakte dameskleding voor grote modehuizen in Rotterdam en had verscheidene winkels in de stad. Catharina ging van haar zesde tot haar twintigste naar een dansschool, waar ze ballet, tapdans en tango leerde. Als flamencodanseres trad ze onder meer op in theater Odeon. p.53-55
Tijdens de crisis van de jaren 1930 ging MantelMagazijn Brücker failliet, maar maakte met inzet van het hele gezin een doorstart. p.50-55 Catharina trouwde in 1939 met Alouis Herman Son (1906-1943), een huwelijk dat niet lang zou duren.

## Tweede Wereldoorlog
Bij het bombardement op Rotterdam raakte het gezin de winkel en woning kwijt. Ze verhuisden naar Schiedam, waar ze een textielzaak begonnen op de Hoogstraat. p.75 Catharina scheidde in 1941 van Alouis en ging als verpleeghulp werken in het Joodse ziekenhuis. Enkele maanden later hertrouwde ze met Jacques Frank (1912-1943).
Tijdens een bezoek aan de ouders van Jacques in 1942, vielen de Duitsers het huis binnen en namen het hele gezin mee. Via de Hollandse Schouwburg werden zij naar Westerbork gebracht. De ouders van Jacques werden op 22 oktober 1942 in Auschwitz vermoord. Mozes Brücker slaagde erin zijn dochter en schoonzoon met vervalste papieren over zijn afkomst vrij te krijgen. p.121-123, 127-128 Ze doken onder in Amsterdam, maar werden verraden en in januari 1943 opnieuw naar Westerbork gebracht. Omdat Catharina hoogzwanger was, mocht Jacques daar blijven tot na de geboorte van zijn zoon Clarence op 1 mei 1943. Op 25 mei 1943 werd hij gedeporteerd naar Sobibór, waar hij drie dagen later werd vermoord.
Catharina ging als verpleegster in het kampziekenhuis werken en, om haar overlevingskansen te vergroten, als showgirl dansen in het kampcabaret. Tijdens een van haar optredens zat Adolf Eichmann in het publiek, die in Westerbork was om de transporten naar Sobibór en Auschwitz te regelen. Hij herinnerde zich haar optreden, en tijdens een selectie beloofde hij haar dat zij, als ze op transport ging, met haar zoontje naar Theresienstadt zou gaan en daar tot het einde van de oorlog mocht blijven. p.304
Eichmann hield zijn belofte, en op 26 februari 1944 gingen Catharina en Clarence op transport naar Theresienstadt. Zij sliepen daar op de koude, tochtige zolder van een van de barakken, waardoor Clarence drie keer een longontsteking opliep. Als voorbereiding op een bezoek van het Rode Kruis werd een groot aantal gevangenen naar Auschwitz overgebracht en een deel van het getto opgeknapt. Catharina werd door de Tsjechische kunstschilder Charlotta Burešová gevraagd te poseren voor een schilderij om de nazigebouwen op te fleuren. Het schilderij trok de aandacht van Eichmann en hij liet haar bij zich komen. Zij herinnerde hem aan zijn belofte en vroeg hem om een kamer in een van de huizen. Niet alleen kregen zij de gevraagde kamer, ook kregen ze van hun huisgenoten voedselpakketten van het Deense Rode Kruis.
Theresienstadt werd op 8 mei 1945 door het Rode Leger bevrijd. Van de 140.000 Joden die naar Theresienstadt gedeporteerd werden, kwamen er 5000 uit Nederland. Catharina was een van de naar schatting 850 Nederlandse overlevenden. Haar beide ouders waren in Auschwitz vermoord, haar beide zussen en haar broer overleefden de oorlog.

## Na de oorlog
Catharina ging weer in Schiedam wonen en als salesmanager werken bij Modemagazijnen Gebroeders Gerzon. Ze hertrouwde met Bertie van den Berg. In 1998 vertelde zij voor het eerst haar geschiedenis, in het kader van het Spielbergproject Survivors of the Holocaust. Op 28 oktober 2001 overleed zij in Murcia (Spanje) aan leukemie. Zij was toen 83 jaar oud.

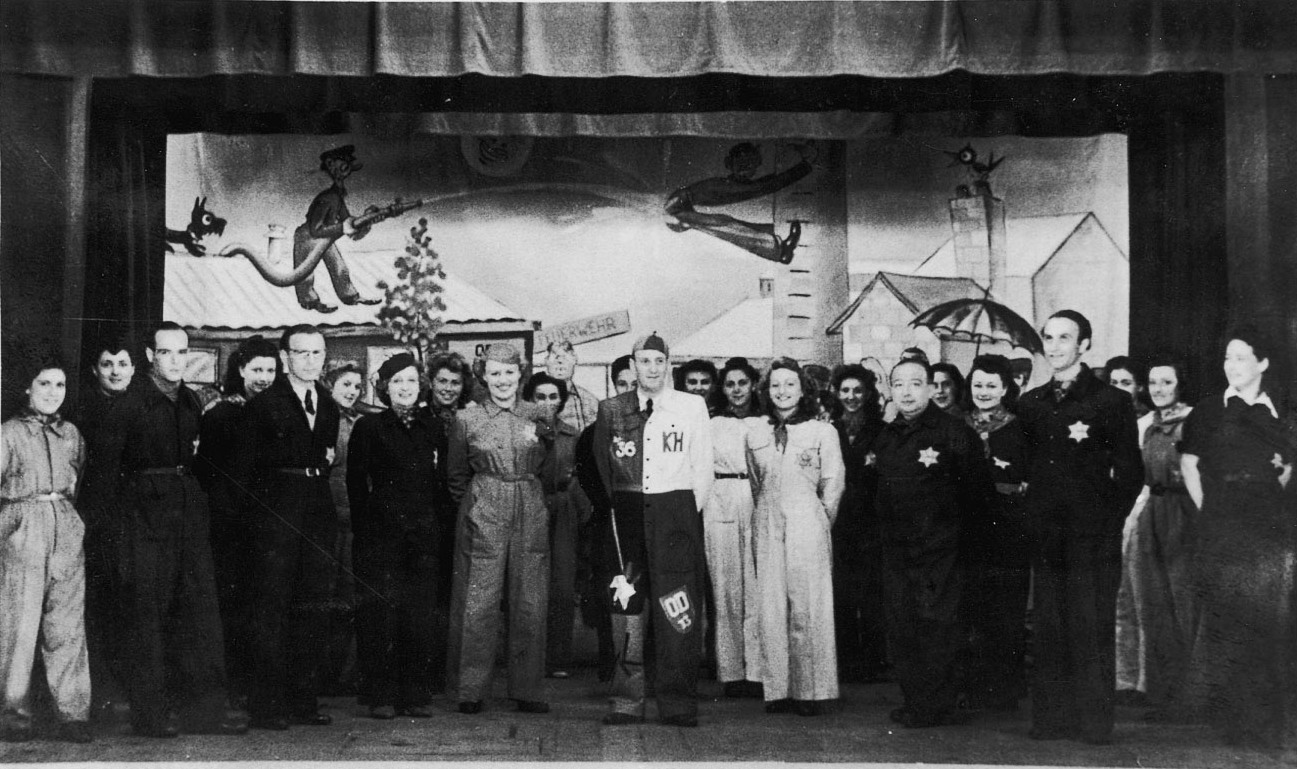
Een scene uit de revue Humor und Melodie. Centraal staat Max Ehrlich, Catharina Frank staat achter hem, 1943
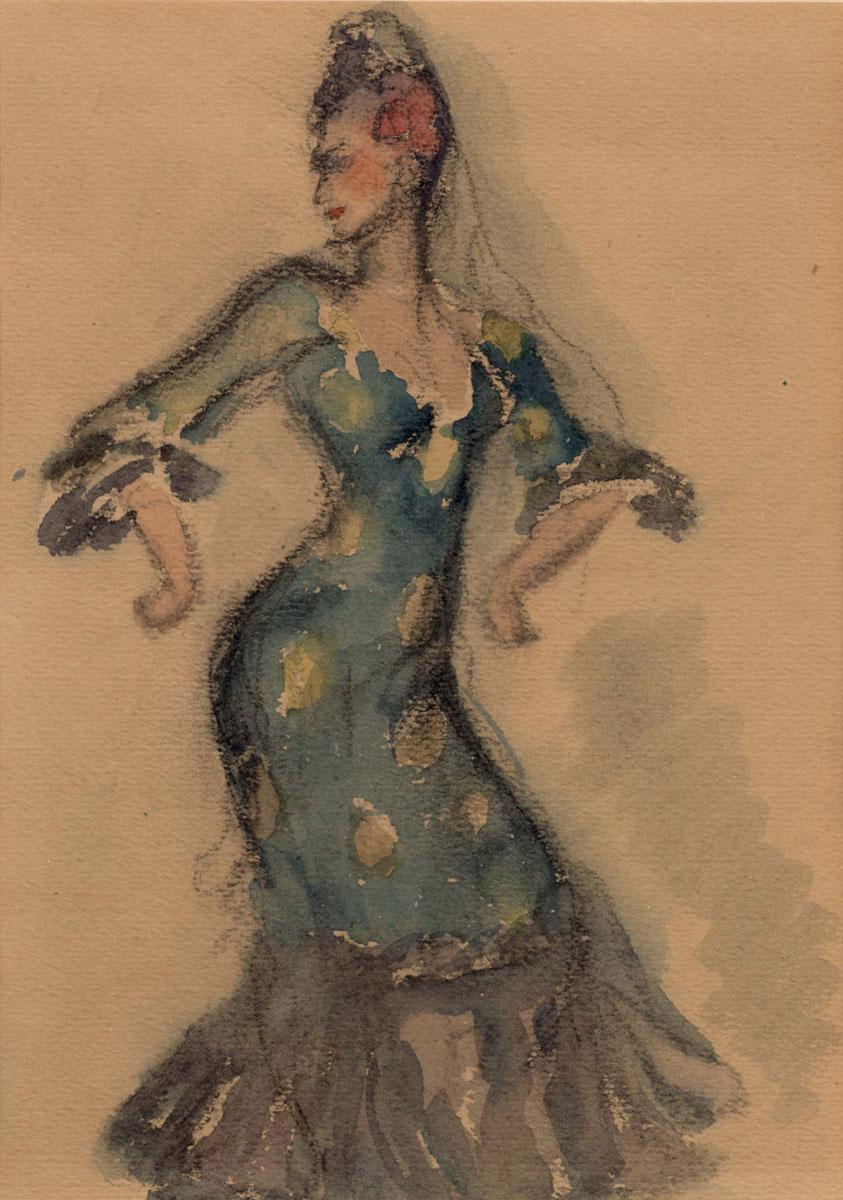
Schilderij The Last Flamenco van Charlotta Burešová, 1944